# سیارک ۲۱۰۶۴
سیارک ۲۱۰۶۴ (به انگلیسی: 21064 Yangliwei، نامگذاری:1991LY1) بیست و یک هزار و شصت و چهارمین سیارک کشف شده‌است که در ۶ ژوئن ۱۹۹۱ کشف شد.
قدر مطلق سیارک برابر ۲۰.۴ است.